# Hjärnröta
Hjärnröta eller tankeröta (engelska: brain rot, brainrot) är ett uttryck inom internetkultur som används främst av unga personer för att beskriva tillståndet hos folk som överkonsumerat lättsamt lågkvalitativt material på sociala medier och därmed fått försämrad psykisk och förslappad kognitiv förmåga.
Uttrycket används även för att beskriva sådant internetinnehåll, särskilt kortformad videounderhållning såsom tiktok, instagramreels och youtubeshorts.
Begreppet korades 2024 till årets ord på engelska av Oxford English Dictionary.